# Lola (biltillverkare)
Lola Cars var en tillverkare av tävlingsbilar som startades 1956 i Huntingdon i Cambridgeshire i England av Eric Broadley. Lola Cars ingår numera i Lola Group.

## Historik
Lola levererade bilar till ett antal formel 1-stall 1962-1993. Dessa lyckades under åren tillsammans köra sig fram till en pole position, två andraplatser och en tredjeplats.
Lola ställde även upp i eget namn i Australiens Grand Prix 1997 med två förare. Ingen av dessa kvalificerade sig dock för deltagande i loppet.
Lola levererade samtliga chassin till Champ Car under 2005 och 2006 men förlorade orderna på chassin för 2007 och framåt till Panoz.
Inom sportvagnsracing har Lola lyckats bättre än med formelbilar. Framförallt kan modellen T70 nämnas, som var framgångsrik under senare delen av 1960-talet. Under CanAm-serien 1966 vanns fem av sex lopp av en T70.

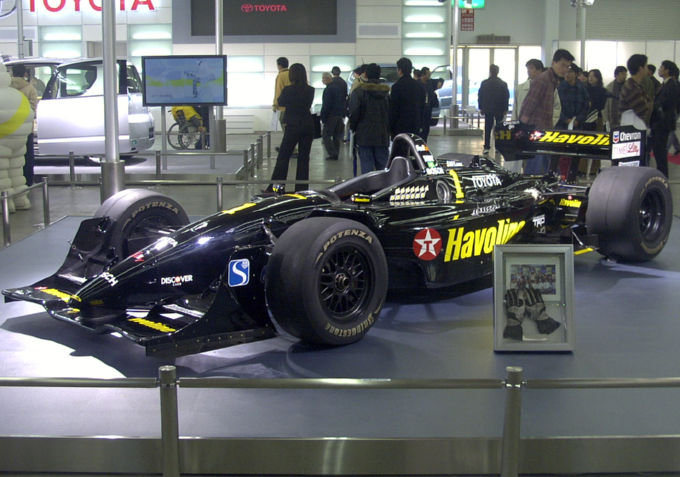
Lola-Toyota, Cristiano da Mattas vinnarbil i CART 2002.

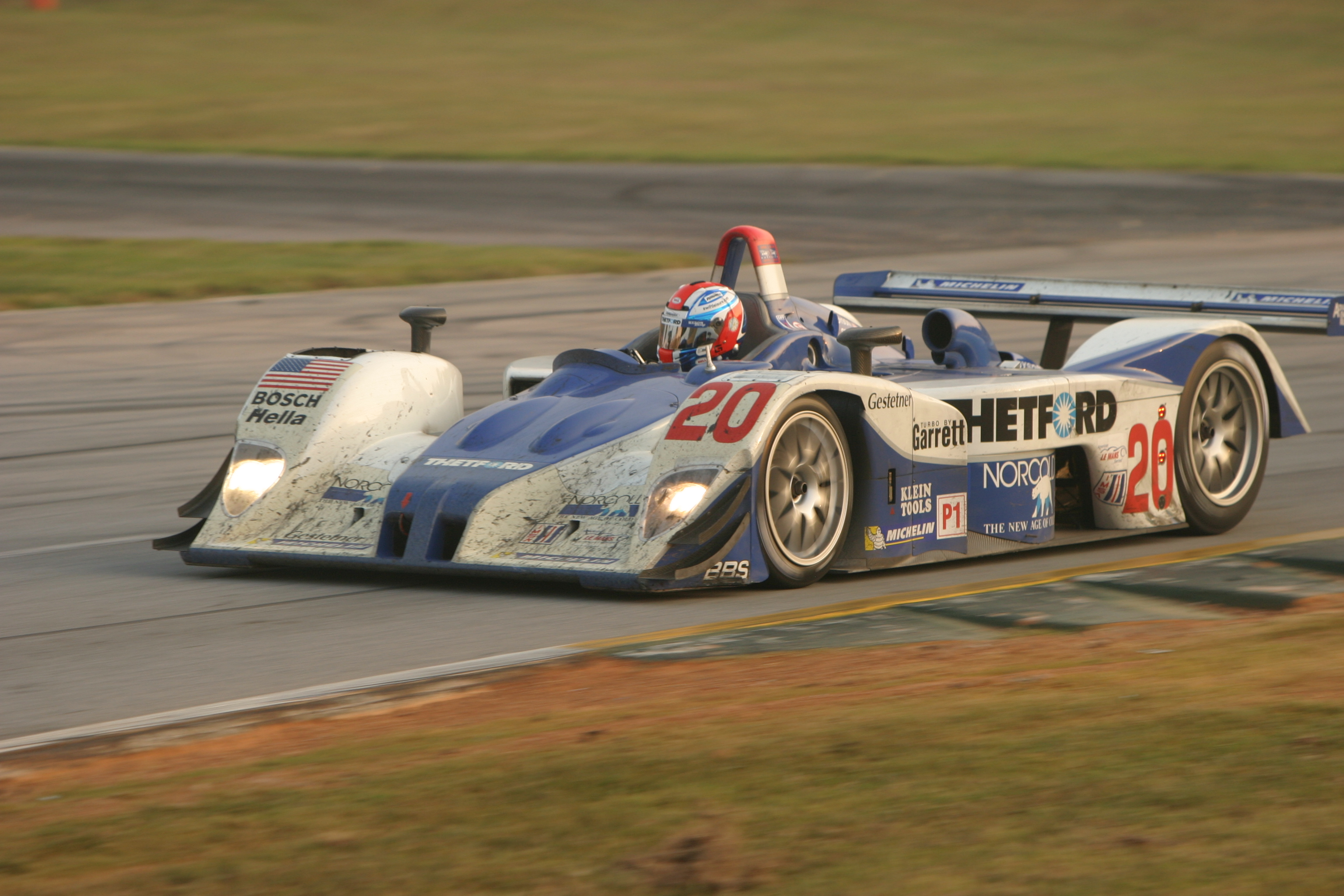
MG-Lola EX257 Le Mans prototyp.

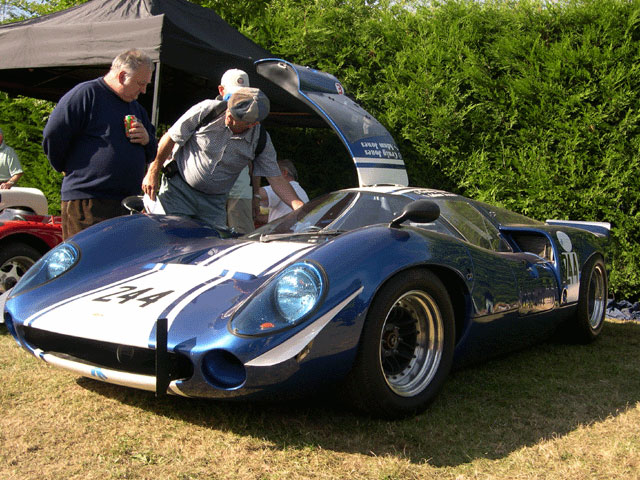
Lola T70 Mk3.

## Övriga stall som kört Lola
- BMW (1967-1968)
- DW Racing Enterprises (1963)
- Hill  (1974-1975)
- Larrousse (1987-1991)
- Lola BMS Scuderia Italia (1993)
- Reg Parnell Racing (1962-1963)
- Team Haas (1985-1986)
- Tim Parnell (1963)